# 郭仲珣
郭仲珣（1419年—？），字叔玉，直隸開州人，河間衛軍籍，明朝政治人物。進士出身。

## 生平
順天府鄉試第九十四名。景泰五年（1454年）參加甲戌科會試第三百三十九名，殿試登進士第二甲第一百一十二名。

## 家族
曾祖郭元禮，曾任元中書左丞 今贈崇化宣力効忠功臣 諡忠烈公。祖父郭希道，曾任元樞密經歷。父亲郭宗一。